# Bonnie Langford
Bonnie Langford, all'anagrafe Bonita Melody Lysette Langford (Hampton Court, 22 luglio 1964), è un'attrice e ballerina britannica.

## Biografia
Studia alla Italia Conti Academy stage school, ha la sua prima apparizione all'età di quattro mesi, mentre a quindici fa il suo primo spettacolo di ballo. A sei anni vince un concorso di talenti intitolato Opportunity Knocks, ed in seguito partecipa a spettacoli teatrali e musica, tra cui Gypsy con Angela Lansbury (per cui ha vinto il Drama Desk Award alla miglior attrice non protagonista in un musical nel 1975).
Ha interpretato anche la figlia di Rossella O'Hara nella rappresentazione teatrale di Via col Vento. Raggiunge la popolarità nel 1986, interpretando fino all'anno successivo il ruolo di Melanie "Mel" Bush nella serie televisiva di fantascienza Doctor Who, che in seguito riprenderà in diversi audiodrammi. In seguito partecipa a spettacoli di ballo e alla versione inglese di Dancing on Ice. Sposa nel 1995 alle Mauritius l'attore Paul Grunert, da cui ha avuto due figlie, più una terza, Biana Jay, nata nel 2000. È inoltre la zia delle attrici Summer, Scarlett, Zizi e Saskia "Sasi" Strallen.

## Filmografia

### Cinema
- Piccoli gangsters (Bugsy Malone), regia di Alan Parker (1976)
- Wombling Free, regia di Lionel Jeffries (1977)

### Televisione
- Junior Showtime – serie TV, episodio 7x01 (1973)
- Sono io, William! (Just William) – serie TV, 17 episodi (1977-1978)
- The Morecambe & Wise Show – serie TV, episodio 3x01 (1982)
- The Sooty Show – serie TV, episodio 21x01 (1983)
- Doctor Who – serie TV, 20 episodi (1986-1987)
- Tonight at 8.30 – serie TV, episodio 1x04 (1991)
- Doctor Who: Dimensions in Time – miniserie TV, 2 puntate (1993)
- Goodnight Sweetheart – serie TV, episodio 6x07 (1999)
- Miss Marple (Agatha Christie's Marple) – serie TV, episodio 2x03 (2006)
- The Catherine Tate Show – serie TV, 1 episodio (2007)
- Hotel Babylon – serie TV, episodio 3x04 (2008)
- The Spa – serie TV, episodio 1x04 (2013)
- EastEnders – serial TV, 349 episodi (2015-2018)
- Doctor Who – serie TV, 1 episodio (2022)
- Doctor Who – serie TV, 3 episodi (2023-2024)